# Southside Place, Texas
Southside Place là một thành phố thuộc quận Harris, tiểu bang Texas, Hoa Kỳ. Năm 2010, dân số của xã này là 1715 người.

## Dân số
- Dân số năm 2000: 1546 người.
- Dân số năm 2010: 1715 người.